# Microrregión del Medio Mearim
La microrregión del Médio Mearim es una de las microrregiones del estado brasileño del Maranhão perteneciente a la mesorregión Centro Maranhense. Su población según el censo IBGE 2010 es de 411.976 habitantes y está dividida en veinte y un municipios. Su población está formada por una mayoría de negros y mulatos 56.5, blancos 24.9, caboclos(mestizos de indios y blancos)18.4, asiáticos 0.1 e indígenas 0.1, habitaban la región en 2010 266 indígenas. Posee un área total de 10.705,261 km².

## Municipios
- Bacabal
- Bernardo do Mearim
- Capinzal do Norte
- Bom Lugar
- Esperantinópolis
- Igarapé Grande
- Lago do Junco
- Lago dos Rodrigues
- Lago Verde
- Lima Campos
- Olho d'Água das Cunhãs
- Pedreiras
- Pio XII
- Poção de Pedras
- Santo Antônio dos Lopes
- São Luis Gonzaga do Maranhão
- São Mateus do Maranhão
- São Raimundo do Doca Bezerra
- São Roberto
- Satubinha
- Trizidela do Vale

- Datos: Q2540688